# Draba lactea
Draba lactea Adams, 1817 è una pianta della famiglia Brassicaceae, comune in tutto l'alto Artico. Cresce a sud nelle aree montuose di Norvegia e Canada.

## Descrizione
La pianta è alta 2–5 cm e cesposa. Gli steli dei fiori sono glabri; i fiori sono bianchi, ci sono molti fiori su ogni gambo.